# Sopaipilla

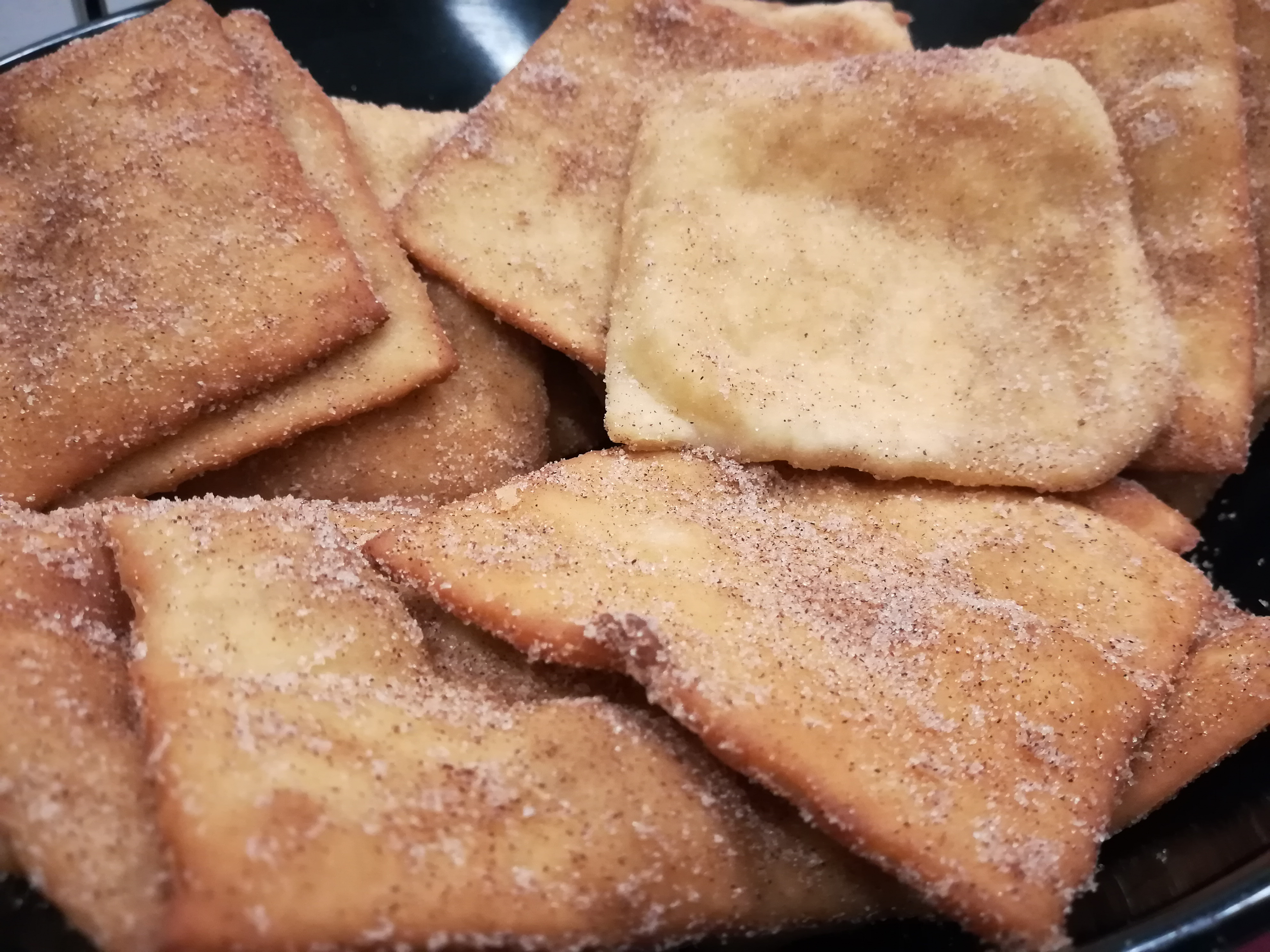
Sopaipillas

Sopaipilla (in ländlichen Gebieten auch Sopaipa) ist eine südamerikanische Teigspezialität, hauptsächlich aus Chile, Bolivien und Argentinien. 

## Zubereitung
Die Basis der Sopaipilla ist Kürbis; Sopaipillas können süß (z. B. mit Apfelmus) oder herkömmlich salzig mit einer Salsa (aji chileno oder pebre) gegessen werden. Ein genaues Rezept gibt es nicht, da die Konsistenz des Teigs vom Kürbis abhängt. Das Kürbisfleisch wird in kleine Stücke geschnitten und in Salzwasser weichgekocht. Danach werden die Kürbisstücke mit Mehl, etwas Öl oder Butter zu einem zähen Teig geknetet. Der Teig wird ausgerollt und mit einer Form werden die Sopaipillas ausgestochen. Anschließend werden sie in heißem Öl ausgebacken.